# Capys alphaeus
The Protea Scarlet or Orange-banded Protea (Capys alphaeus) là một loài bướm ngày thuộc họ Lycaenidae. Nó được tìm thấy ở Nam Phi.
Sải cánh dài 31–40 mm đối với con đực and 32–47 mm đối với con cái. Con trưởng thành bay từ tháng 8 đến tháng 11 and from tháng 2 đến tháng 4 in two main generations.
Ấu trùng ăn the flower buds of various Protea species, bao gồm Protea cynaroides, Protea roupelliae, Protea subvestita, Protea repens and Protea grandiceps.

## Phụ loài
- Capys alphaeus alphaeus (from the Cape Peninsula to the Kouebokkeveld Mountains and miền nam Namaqualand, the West Cape and then to the East Cape)
- Capys alphaeus extentus Quickelberge, 1979 (from the East Cape along vùng núi to phần phía đông của the Orange Free State and the KwaZulu-Natal Drakensberg, Swaziland, Mpumalanga and the Limpopo Province)

## Hình ảnh

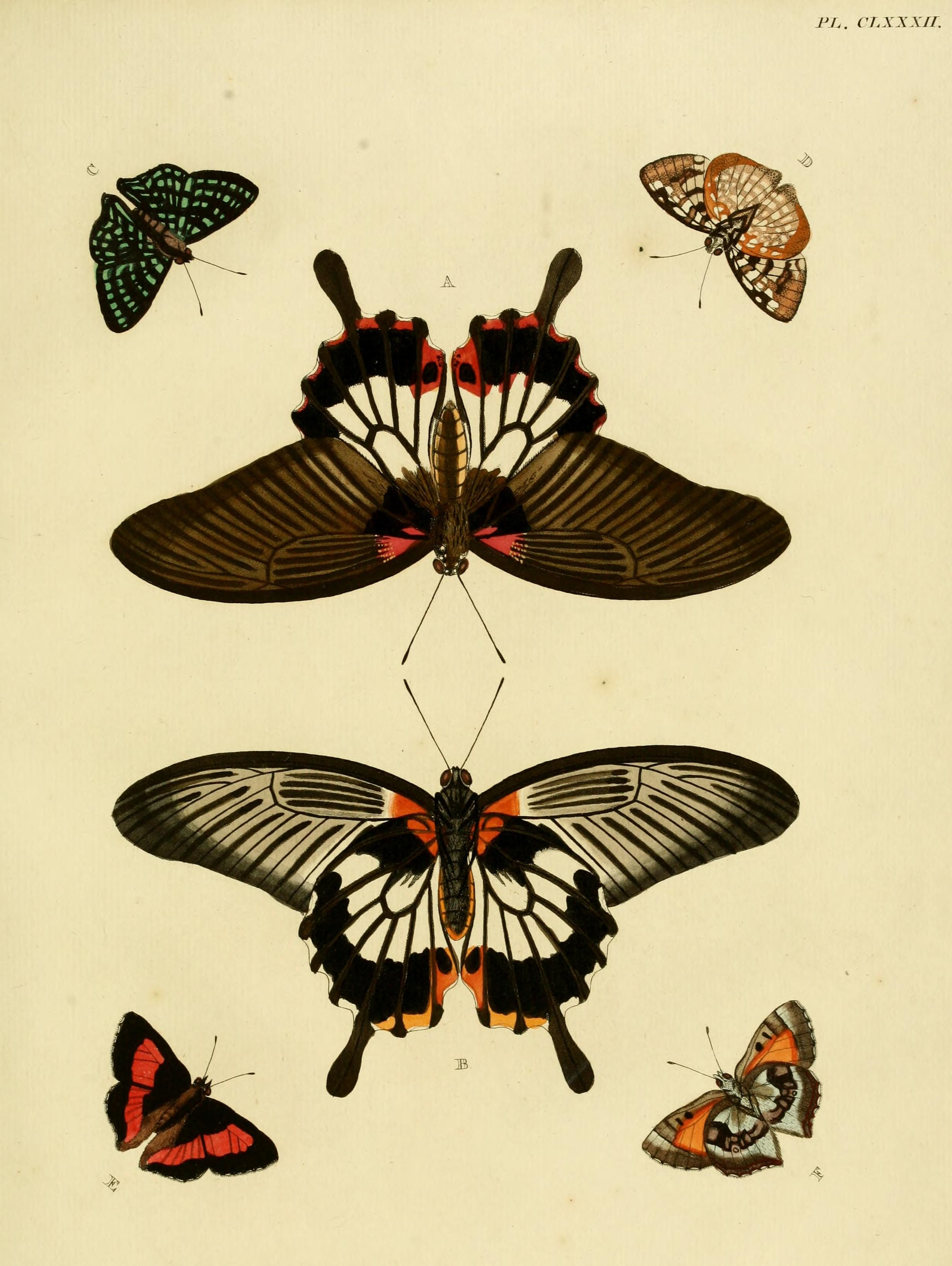
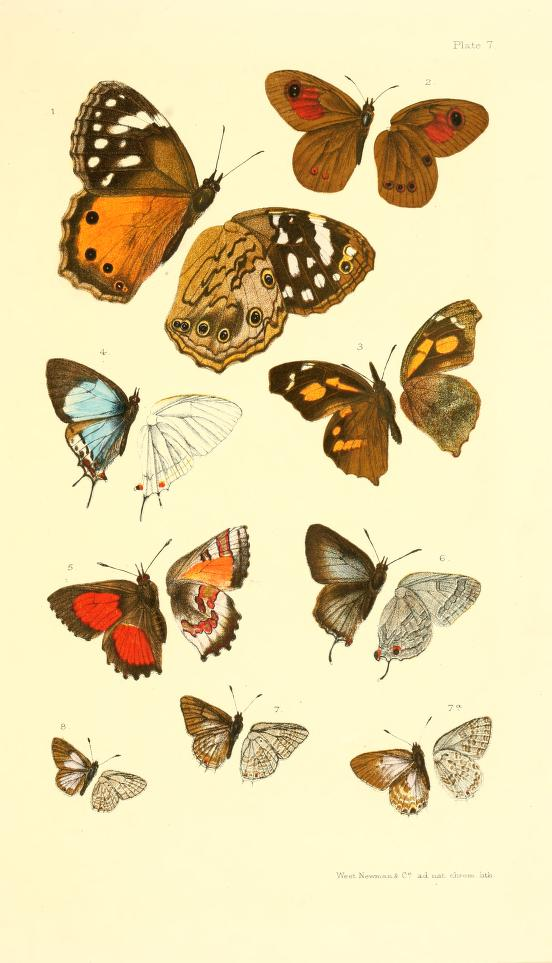